# 奈緒美クレール
奈緒美 クレール (なおみ クレール、2010年8月25日 - )は、日本の子役、モデル。
アメリカ合衆国生まれ、神奈川県育ち。アミューズ所属。

## 人物
- 東京生まれ、2024の夏にアメリカに引っ越し、日本語と英語が堪能なバイリンガルである。
- 2017年「Amuse Multilingual Artists Audition "世界と話そう"」合格者。
- Youtubeチャンネル「ぽんスターらんど」レギュラー出演中。
- 特技は、歌、ダンス。

## 出演

### バラエティ
- NHK-Eテレ「えいごであそぼ with Orton」 - ナオミ 役 レギュラー(2021年3月〜2023年3月)
- テレビ東京「THEカラオケ★バトルU-12春の新人頂上決戦」(2021年3月31日)

### WEB
- ディーン・フジオカ「History Maker」MV出演(2019年)

### 舞台
- ブロードウェイクリスマス・ワンダーランド2018
- ミュージカル「エビータ」